# Ryan Fraser
Ryan Fraser (Aberdeen, 24 de febrero de 1994) es un futbolista escocés. Juega de centrocampista en el Southampton F. C. de la EFL Championship de Inglaterra.

## Selección nacional
El 10 de junio de 2017 debutó con la selección escocesa en un partido clasificatorio para el Mundial ante Inglaterra (2-2). El 17 de noviembre de 2018 marcó su primer gol con la selección escocesa en un encuentro ante Albania (4-0).

## Clubes
| Club                        | País       | Año       |
| --------------------------- | ---------- | --------- |
| Aberdeen F. C.              | Escocia    | 2010-2013 |
| AFC Bournemouth             | Inglaterra | 2013-2020 |
| Ipswich Town F. C. (cedido) | Inglaterra | 2015-2016 |
| Newcastle United F. C.      | Inglaterra | 2020-2024 |
| Southampton F. C. (cedido)  | Inglaterra | 2023-2024 |
| Southampton F. C.           | Inglaterra | 2024-     |